# L'Élan (revue)
Pour les articles homonymes, voir Élan.
L'Élan est une revue artistique française fondée à Paris par Amédée Ozenfant en 1915. Durant les deux années de son existence et 10 livraisons, elle publie les œuvres des artistes découverts par les revues cubistes d’avant-guerre, tels qu'André Derain, André Lhote, Pablo Picasso, et Gino Severini.

## Histoire

### Contexte

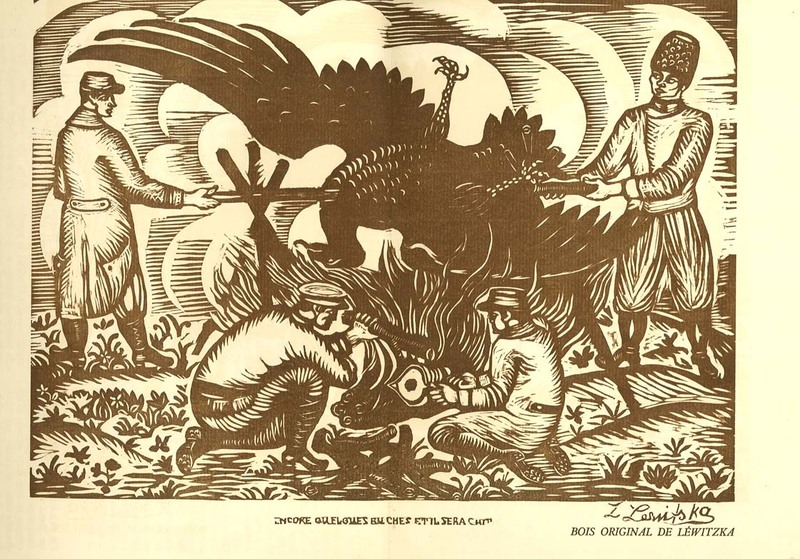
Gravure sur bois de Sonia Lewitska publiée dans le 1er numéro.

La Grande Guerre fait disparaitre ou suspend les activités de nombreuses revues. Cependant, rapidement, artistes et écrivains dispersés par la guerre cherchent à se réunir ou à se rencontrer, et toute l'Europe connaît une création de petites revues d'art. Pour l'historien des arts, spécialiste des revues, Yves Chèvrefils Desbiolles, L'Élan fait partie, à la suite du Mot de Paul Iribe et Jean Cocteau, de ces périodiques qui « ont rapidement composé une partition sur le thème de l'esprit français envisagé dans son versant patriotique ».
Hadrien Viraben note que, même si « cette revue garde aujourd’hui la réputation d’avoir fermé les yeux sur l’actualité contemporaine, et d’avoir censuré une imagerie sanglante de la guerre », la violence de la guerre a, en fait, profondément affecté les œuvres des artistes publiés dans la revue, et que « cette violence, située entre la représentation et une image latente, peut ainsi surgir à tout moment au fil des pages ».